# Nube del desconocimiento
Nube del desconocimiento (o Nube del No Saber), en inglés  The Cloud of Unknowing, es una guía espiritual escrita en la segunda mitad del siglo XIV, poco después de 1390, por un monje desconocido, probablemente cartujo, que habría vivido en Inglaterra.

## La obra
En sus 75 capítulos, un monje cartujo enseña a un joven, de aproximadamente veinticuatro años, acerca de la vida contemplativa, en la que el alma se une a Dios. Para ello, el autor echa mano, principalmente, de dos episodios bíblicos: el Evangelio de San Lucas, 10, 38-42 y el libro del Éxodo, capítulo 24. El primero, mencionado de manera explícita por el autor y el segundo, sólo implícitamente.
En el primer episodio, María representa la vida contemplativa, mientras que Marta representa la vida activa. Esto porque según la narrativa del nuevo testamento, cuando Jesús visita la casa de Marta, esta se apresura en prepararle la comida, mientras María se sienta para escucharle. En el segundo episodio representa a quien, esforzándose mucho, llega a la perfecta contemplación, siendo entonces cubierto por una nube de desconocimiento (o ignorancia), a semejanza de la narrativa del viejo testamento, en donde Moisés atiende la llamada del Señor subiendo al monte y siendo cubierto por una gran nube durante seis días.
En suma, la vía (o vida) contemplativa se da cuando el cristiano percibe la precariedad de la razón, de la inteligencia natural, como medio de alcanzar a Dios y, abandonándola, va al encuentro de Él por medio del amor, como enseña - Merton: "(... aunque la esencia de Dios no pueda ser adecuadamente aprehendida, o claramente entendida por la inteligencia humana, podemos alcanzarla directamente por el amor. " o, en las palabras del propio cartujo:" Porque Dios puede muy bien ser amado, pero no pensado. Por el amor Él puede ser retenido; pero por el pensamiento, no, nunca ". La propuesta del cartujo se encaja en el movimiento de misticismo que surge a fines del medievo, del cual formaron parte otros importantes nombres. El misticismo fue una reacción de descontento ante el excesivo pensamiento racional promovido por la escolástica, cuyas respuestas son consideradas insuficientes, ante la crisis de las universidades, así como, ante una época de transformaciones y crisis vividas por la sociedad y por la Iglesia.
El cartujo quiere enseñar lo que es la vía mística de contemplación y amor a Dios, que se alcanza, entre otros aspectos, por medio de la pasividad, del silencio y de la soledad.
Los manuscritos de la obra se encuentran en la Biblioteca Británica y en la Biblioteca de la Universidad de Cambridge.

## Otras obras del mismo autor
Además de The Cloud of Unknowing y del The Book of Privy Counseling, el autor de la Cloud se cree es el responsable de otros tratados de espiritualidad y traducciones, que incluyen:
- Deonise Hid Divinity, edición libre de la Mystical Theology por el Pseudo-Dionisio el Areopagita.[4]
- A Letter of Prayer (A Pistle of Prayer), que sovrevivió en siete manuscritos. (Online);
- A Letter of Discretion of Stirrings (A Pistle of Discrecioun of Stirings). (Online, part VI of "The Cell of Self Knowledge")
- Es posible, aunque dudoso,[4] que escribiera A Treatise of Discernment of Spirits (de título original A Tretis of Discrecyon of Spirites), traducción libre de los Sermones di Diversis nos 23-24, por Bernardo de Claraval, (Online).
- Es posible aunque dudoso,[4] que escribiera A Treatise of the Study of Wisdom that Men Call Benjamin (también llamada Pursuit of Wisdom, y, en el original, A Tretyse of the Stodye of Wysdome that Men Clepen Beniamyn), una traducción libre y reducida del Benjamin Minor by Richard of Saint Victor (Online).